# Dzień Pamięci Ofiar Ludobójstwa w Rwandzie
Dzień Pamięci Ofiar Ludobójstwa w Rwandzie (ang. Day of Remembrance of the Victims of the Rwanda Genocide) – święto obchodzone corocznie 7 kwietnia, ustanowione przez Zgromadzenie Ogólne ONZ rezolucją z 23 grudnia 2003 roku (A/RES/58/234).
Celem obchodów jest upamiętnienia ofiar ludobójstwa w Rwandzie z 1994 roku. W ciągu około 100 dni (od 6 kwietnia do lipca) ofiarą masakry padło około 800 tys. ludzi. Ceremonia Dnia Pamięci organizowana jest przez Departament Informacji Publicznej ONZ we współpracy ze stałym przedstawicielstwem Republiki Rwandy w ONZ. Tego dnia społeczność międzynarodowa potwierdza również swoją wolę niedopuszczenia do ponownych aktów ludobójstwa.
Pierwsze obchody miały miejsce 7 kwietnia 2004 roku. Główne uroczystości odbyły się w stolicy Rwandy Kigali, Nowym Jorku oraz Genewie. Ówczesny Sekretarz Generalny ONZ Kofi Annan zaapelował do wszystkich państw członkowskich ONZ, aby 7 kwietnia o godzinie 12:00 w południe czasu lokalnego uczciły minutą ciszy pamięć ofiar ludobójstwa.
Brak skuteczności w udzieleniu pomocy ludności cywilnej Rwandy i w działaniach, mających chronić ofiary wojen na Bałkanach, oraz przyznanie się do tego międzynarodowej społeczności doprowadziło do przyjęcia podczas Światowego Szczytu ONZ w 2005 roku zasady odpowiedzialności za ochronę ludności cywilnej. Następstwem było uchwalenie przez Radę Bezpieczeństwa ONZ 28 kwietnia 2006 roku rezolucji nr 1674, która potwierdza, że strony konfliktu zbrojnego są w pierwszej kolejności odpowiedzialne za zapewnienie ochrony ludności cywilnej, a także uznają znaczny wkład organizacji regionalnych w jej ochronę.
W swoim przemówieniu z 4 kwietnia 2011 z okazji 17. rocznicy ludobójstwa w Rwandzie sekretarz generalny ONZ, Ban Ki-moon, powiedział:

Zapobieganie ludobójstwu jest zarówno zbiorowym jak i indywidualnym obowiązkiem. Tragedia w Rwandzie zmusiła nas do zmierzenia się z tamtejszą potworną rzeczywistością, wydarzeniami, do których mogliśmy nie dopuścić. Jedyną drogą, by szczerze uhonorować pamięć tych, którzy zginęli w Rwandzie 17 lat temu, jest zapewnienie, że podobne wydarzenia nigdy więcej nie będą miały miejsca.

W 2012 roku obchody organizowane przez Centra Informacji ONZ (UNIC) miały odbyć się w Bangladeszu, Belgii, Burundi, Kolumbii, Kongo, Indiach, Iranie, Kenii, Madagaskarze, Meksyku, Namibii, Republice Południowej Afryki, Szwajcarii, Tanzanii, Ugandzie, Ukrainie oraz Zambii.